# Jaghatsadzor
Jaghatsadzor là một đô thị thuộc tỉnh Gegharkunik, Armenia. Dân số ước tính năm 2011 là 182 người.